# أم أيمن
أم أيمن «بركة بنت ثعلبة الحبشية» حاضنة النبي محمد ومربيته، وهي زوجة الصحابي زيد بن حارثة وأم أسامة بن زيد. ورثها النبي محمد عن أبيه، ثم أعتقها، فبقيت ملازمة له طيلة حياته.

## حياتها
ولدت أم أيمن في الحبشة، فهي حبشية، غنمتها قريش مع من جاؤوا يريدون هدم البيت. فأصبحت مولاة لعبد الله بن عبد المطلب والد النبي محمد، وعاشت في مكة. لا يُعرف الكثير عن سنة مولدها وحياتها قبل النبي ﷺ لكونها جارية. ولمّا توفي عبد الله وبعدما وضعت زوجته آمنة بنت وهب مولودها محمد، أخذته أم أيمن واحتضنته حتى بلغ أشدّه. ولما تزوّج النبي زوجته خديجة بنت خويلد أعتقها، فكان النبي محمد يقول عنها: «أم أيمن، أمي بعد أمي.» 
كنيتها وألقابها
كُنيتها التي اشتهرت بها هي أم أيمن، وتُكنى أيضًا بـ «أم الظباء»، ومن ألقابها «مولاة رسول الله ﷺ» و«حاضنة رسول الله»، و«أمة رسول الله». 
زواجها من عبيد بن الحارث الخزرجي
زوّجها النبي محمد عبيد بن الحارث الخزرجي بمكة، فولدت له أيمن الذي قُتل يوم حُنين.
زواجها من زيد بن حارثة
بعدما استشهد زوجها عبيد الخزرجي قال النبي ﷺ في حديثٍ مرسل: «من سره أن يتزوج امرأة من أهل الجنة، فليتزوج أم أيمن». فتزوجها زيد بن حارثة. وأنجبت له أسامة بن زيد، حِب رسول الله ﷺ.

## إسلامها
أسلمت أم أيمن أول الإسلام، وقيل أسلمت مبكرًا بعد خديجة وعلي وزيد. هاجرت مع المسلمين الذين هاجروا إلى الحبشة، وهاجرت كذلك إلى المدينة مع عائشة وباقي أهل رسول الله ﷺ، حيث بعث النبي من يأتي بهم. يٌذكر أنها شهدت عددًا من الغزوات، منها: أُحد، خيبر وحنين.
أُحد
خرجت أم أيمن يوم أحد لسقاية الماء، ومداواة الجرحى، ولما رأت فرار الرجال في المعركة، كانت تحثو التراب في وجوه الذين فروا، وتقول لبعضهم: «هاك المغزل وهات سيفك»، ودافعت عن النبي محمد بالسيف لما رأت الناس تفر من حوله.  ثم اتجهت نحو رسول الله ﷺ تستطلع أخباره حتى اطمأنت على سلامته فاطمأن قلبها، وبينما كانت هناك إذ بسهم حبان بن العرقة يصيبها، فانكشف عنها، فضحك ضحكًا شديدًا، فشق ذلك على رسول الله ﷺ، فناول سعد بن أبي الوقاص  سهمًا لا نصل له، وقال له: ارم. فأصاب السهم نقرة حبان فوقع مستلقيًا، وبدت عورته، فضحك رسول الله حتى بدت نواجذه، وقال: استقاد لها سعد أجاب الله دعوتك وسدد رميتك.
حنين
شهدت أم أيمن مع ابنها يوم حنين، وهنالك كادت الهزيمة تلحق بالمسلمين، ففر بعض الصحابة لهول الموقف، وقد صور الله شدة الموقف ﴿لَقَدْ نَصَرَكُمُ اللَّهُ فِي مَوَاطِنَ كَثِيرَةٍ وَيَوْمَ حُنَيْنٍ إِذْ أَعْجَبَتْكُمْ كَثْرَتُكُمْ فَلَمْ تُغْنِ عَنْكُمْ شَيْئًا وَضَاقَتْ عَلَيْكُمُ الْأَرْضُ بِمَا رَحُبَتْ ثُمَّ وَلَّيْتُمْ مُدْبِرِينَ ۝٢٥﴾ [التوبة:25]، إلا أنَّ أم أيمن بقيت ثابتة هي وابنها في جوار رسول الله، وظل أيمن يقاتل حتى استشهد في تلك الواقعة. وقد أحصى العباس بن عبد المطلب . وفي تلك الواقعة نادت بالمسلمين (وكانت عسراء اللسان): سبت الله أقدامكم (تقصد ثبت)، فقال لها النبي: اسكتي يا أم أيمن، فإنك عسراء اللسان. 

## صبرها وحزنها
توفي زوجها الأول عبيد بن الحارث الخزرجي فصبرت. وتوفي ابنها في غزوة حنين. ثم توفي زوجها الثاني زيد بن حارثة في موقعة مؤتة، فاحتسبت عند الله.
لكنها عندما توفي رسول الله أتاها أبو بكر وعمر يزورانها، فلما رأتهما بكت، فقالا لها: ما يُبكيك؟! فقالت: ما أبكيه إني لأعلم أن رسول الله قد صار إلى خيرٍ مما كان فيه، ولكني أبكي لخبر السماء انقطع عنا، فهيجتهما على البكاء، فجعلا يبكيان معها. وحين توفي النبي محمد رثته أم أيمن، قائلة:

## ود النبي لها
- لأم أيمن  مواقف كثيرة تظهر ود النبي ﷺ لها، ومن ذلك:
- كان يمازحها:

جاءته يومًا وقالت له احملني، فقال: أحملك على ولد الناقة، فقالت: إنه لا يطيقني، ولا أريده. فقال ضاحكًا: لا أحملك إلا عليه، يمازحها. فقال لها الناس: وهل الإبل إلا ولد النوق.
- يذهب النبي ﷺ ويتناول عندها الطعام، ففي صحيح مسلم، ذهب النبي مع أنس  إلى أم أيمن يزورانها، فقربت له طعامًا أو شرابًا، فإما كان صائمًا، وإما لم يرده، فجعلت تخاصمه (أي تقول له: كُل).[18]

## مزاياها
- حاضنة رسول الله ﷺ.
- كان يعدها رسول الله ﷺ من أهله:

وورد حديث ضعيف رواه ابن سعد والحاكم أن النبي ﷺ كان يقول: «أم أيمن أمي بعد أمي»، وكان يقول لها: «يا أمه» وقال: «هذه بقية أهلي بيتي». وهاجرت المدينة معهم.
- من السابقات في دخول الإسلام.
- بايعت النبي يوم البيعة.[20]
- هي أم أسامة بن زيد، حب رسول الله ﷺ.
- شاركت في عددٍ من الغزوات.
- يعتقد بأنها من المبشرين بالجنة، فقد جاء في الحديث المنقطع، قال سفيان بن عيينة، قال رسول الله ﷺ: «من سره أن يتزوج امرأة من أهل الجنة فليتزوج أم أيمن».[21]
- رُخصة:

كانت أم أيمن عسراء اللسان لا تستطيع نطق بعض الكلمات نطقًا سليمًا، فدخلت مرة على رسول الله ﷺ وقالت: سلام لا عليكم. تقصد: سلام الله عليكم. فاختصر لها النبي السلام إلى: السلام. وذلك تيسيرًا لها.
- دافعت عن عائشة رضي الله عنها في حادثة الإفك:

فعندما سألها رسول الله ﷺ عن عائشة قالت: حاشا سمعي وبصري أن أكون علمت أو ظننت بها قط إلا خيرًا.

### صفتها
ابْنُ أَبِي الدُّنْيَا: أَخْبَرَنَا عَمْرُو بنُ بُكَيْرٍ، عَنْ أَبِي عَبْدِ الرَّحْمَنِ الطَّائِيِّ، قَالَ:
قَدِمَ أُسَامَةُ عَلَى مُعَاوِيَةَ، فَأَجْلَسَهُ مَعَهُ، وَأَلْطَفَهُ، فَمَدَّ رِجْلَهُ.
فَقَالَ مُعَاوِيَةُ: يَرْحَمُ اللهُ أُمَّ أَيْمَنَ، كَأَنِّي أَنْظُرُ إِلَى ظُنْبُوْبِ سَاقِهَا بِمَكَّةَ، كَأَنَّهُ ظُنْبُوْبُ نَعَامَةٍ خَرْجَاءَ،
فَقَالَ: فَعَلَ اللهُ بِكَ يَا مُعَاوِيَةُ، هِيَ -وَاللهِ- خَيْرٌ مِنْكَ!
قَالَ: يَقُوْل مُعَاوِيَة: اللَّهُمَّ غُفْراً،
الظُّنْبُوْبُ: هُوَ العَظْمُ الظَّاهِرُ،
وَالخَرْجَاءُ: فِيْهَا بَيَاضٌ وَسَوَادٌ.

## وفاتها
اختلف في وفاتها، فقد قال ابن كثير: «توفيت بعد النبي بخمسة أشهر، وقيل ستة أشهر، وقيل إنها بقيت بعد قتل عمر بن الخطاب»، وهو قول الذهبي في سير أعلام النبلاء. وجاء في مستدرك الحاكم: «توفيت أم أيمن مولاة رسول الله وحاضنته في أول خلافة عثمان بن عفان»، وصُلِّيَ عليها ودفنت بالبقيع.

## موقعة فدك
استشهدت بها فاطمة  في واقعة فدك، فشهدت أم أيمن لها. روى أبو بكر الجوهري في كتاب السقيفة بسنده إن فاطمة أتت أبا بكر فقالت إن رسول الله أعطاني فدكًا. فقال لها: هل لك على هذا بينة؟ فجاءت بعلي بن أبي طالب فشهد لها، ثم جاءت أم أيمن فقالت: أ لستما تشهدان -تعني أبا بكر وعمر- أني من أهل الجنة قالا: بلى، قالت: فانا أشهد أنّ رسول الله  أعطاها فدكًا. فقال أبو بكر فرجل آخر أو امرأة أخرى لتستحقي بها القضية. وجاء عند حضور وفاة فاطمة الزّهراء: أنها لما مرضت، دعت أم أيمن وأسماء بنت عميس وعلي بن أبي طالب لحضور وفاتها.